# إسبانيول ب
إسبانيول ب (بالإسبانية: RCD Espanyol B)‏ هو نادي كرة قدم من إسبانيا يلعب في الدوري الإسباني الدرجة الثانية بي. تأسس النادي عام 1981.